# Doksy
Doksy (niem. Hirschberg am See) − miasto w Czechach, w kraju libereckim. Według danych z 31 grudnia 2003 powierzchnia miasta wynosiła 7491 ha, a liczba jego mieszkańców 5025 osób.

## Demografia
| Rok             | 1970  | 1980  | 1991  | 2001  | 2003  |
| --------------- | ----- | ----- | ----- | ----- | ----- |
| Liczba ludności | 4 685 | 5 468 | 5 075 | 5 063 | 5 025 |

Źródło: Czeski Urząd Statystyczny

## Współpraca
- Bolków, Polska
- Oybin, Niemcy